# If You Can Believe Your Eyes and Ears
《If You Can Believe Your Eyes and Ears》는 1966년에 발매된 미국의 포크 록 그룹 마마스 앤 파파스의 데뷔 음반이다. 2003년에는 《롤링 스톤》의 역사상 가장 위대한 음반 500장 목록에서 127위에 올랐으며, 2012년 개정에서는 112위로 순위가 상승했다.
이 음반의 스테레오 믹스는 밴드의 첫 4개의 음반과 다양한 싱글을 2CD 회고록으로 편집한 《All the Leaves Are Brown》 (2001년)과 영국에서 발매된 4CD 박스 세트 컬렉션인 《The Mamas & the Papas Complete Anthology》 (2004년)에 수록되어 있다.
이 음반의 모노 믹스는 2010년 선데이즈 레코드에 의해 바이닐로 리마스터드되어 재발매되었으며, 이듬해 CD로 재발매되었다.

## 반응
| 전문가 평가   | 전문가 평가 |
| 평가 점수     | 평가 점수   |
| 출처          | 점수        |
| ------------- | ----------- |
| AllMusic      | [ 1 ]       |
| Rolling Stone | [ 2 ]       |

이 음반은 《롤링 스톤》에서 긍정적인 회고적인 평가를 받았는데, 비평가 롭 셰필드는 "마마스 앤 파파스는 60년대 로스앤젤레스의 모든 죄악과 썰매를 그들이 알고 싶어하는 것보다 더 많이 탐구하는 마음을 말해주는 포크송 하모니, 어쿠스틱 기타, 노래로 축하했습니다. 1966년 1월 첫 데뷔작인 《If You Can Believe Your Eyes and Ears》에서 그들은 어쩐지 신들린 듯한 사운드를 냈습니다."라고 언급했다. 그는 이 음반을 루 애들러의 프로듀싱에 대해 접근 가능하고 낙관적으로 들리는 로스앤젤레스 문화에 대한 어두운 시각으로 묘사했다. 브루스 에더는 올뮤직에서 "이 음반은 포크 록, 팝 록, 팝, 솔을 수용했으며 비틀즈 같은 행동들이 당시 그들의 음반에 쏟아붓고 있었던 종류의 보살핌을 반영했다"고 썼다. 그는 이 음반이 이 그룹의 다른 음반들보다 더 강한 광택을 냈는데, 부분적으로는 이 음반이 그들의 후작을 더럽힌 개인적인 갈등보다 앞선 것이기 때문이라고 덧붙였다. 이 음반은 로버트 다이머리의 《죽기 전에 꼭 들어야 할 앨범 1001》에 수록되었다.

## 곡 목록
| #  | 제목                      | 작사·작곡              | 재생 시간 |
| -- | ------------------------- | ---------------------- | --------- |
| 1. | 〈Monday, Monday〉        | 존 필립스              | 3:28      |
| 2. | 〈Straight Shooter〉      | J. 필립스              | 2:58      |
| 3. | 〈Got a Feelin'〉         | J. 필립스, 데니 도허티 | 2:53      |
| 4. | 〈I Call Your Name〉      | 존 레논, 폴 매카트니   | 2:38      |
| 5. | 〈Do You Wanna Dance〉    | 바비 프리먼            | 3:00      |
| 6. | 〈Go Where You Wanna Go〉 | J. 필립스              | 2:29      |

| #  | 제목                    | 작사·작곡               | 재생 시간 |
| -- | ----------------------- | ----------------------- | --------- |
| 1. | 〈California Dreamin'〉 | J. 필립스, 미셸 필립스  | 2:42      |
| 2. | 〈Spanish Harlem〉      | 제리 리버, 필 스펙터    | 3:22      |
| 3. | 〈Somebody Groovy〉     | J. 필립스               | 3:16      |
| 4. | 〈Hey Girl〉            | J. 필립스, M. 필립스    | 2:30      |
| 5. | 〈You Baby〉            | 스티브 배리, P. F. 슬론 | 2:22      |
| 6. | 〈The 'In' Crowd〉      | 빌리 페이지             | 3:12      |